# Giorgio Bocchiola
Giorgio Bocchiola, né le 22 janvier 1989 à Vimercate (Lombardie), est un coureur cycliste italien.

## Palmarès

### Palmarès sur route
- 2011
  - 3e de la Targa Libero Ferrario
- 2012
  - Trofeo Papà Cervi
- 2013
  - Corsa delle Stelle Cadenti
  - 2e du Grand Prix de l'industrie, du commerce et de l'artisanat de Carnago
- 2014
  - Circuito Alzanese
  - 2e du Trophée Raffaele Marcoli
  - 2e du Gran Premio Calvatone
  - 3e du Gran Premio della Possenta

### Classements mondiaux
| Année           | 2012 |
| --------------- | ---- |
| UCI Europe Tour | 357e |

### Palmarès sur piste

#### Championnats nationaux
- 2007
  -  Champion d'Italie du scratch juniors
  - 2e du championnat d'Italie de poursuite par équipes juniors
  - 3e du championnat d'Italie de l'américaine juniors
  - 3e du championnat d'Italie de course aux points juniors